# Mastigophorophyllon crinitum
Mastigophorophyllon crinitum är en mångfotingart som beskrevs av Carl Graf Attems 1927. Mastigophorophyllon crinitum ingår i släktet Mastigophorophyllon och familjen Mastigophorophyllidae. Inga underarter finns listade i Catalogue of Life.